# Tutta la vita davanti
Pour plus de détails, voir Fiche technique et Distribution.
Tutta la vita davanti (littéralement, en français Toute la vie devant soi) est un film italien réalisé par Paolo Virzì, sorti en 2008.

## Synopsis
L'histoire déjantée de Marta, 24 ans, jeune spécialiste de Heidegger et diplômée en philosophie de l'Université de Rome, qui se reconvertit dans le télémarketing et la garde d'enfant. Elle vit avec Lara, une petite fille de 7 ans passionnée par l'Allégorie de la Caverne de Platon et Secret-Story, et Sonia, sa mère, rebelle délurée et légèrement exhibitionniste. Elle rencontre Giorgio, surnommé « Le Roi des Ringards », un syndicaliste fils d'ouvrier, et tombe lentement sous son charme.

## Fiche technique
- Titre : Tutta la vita davanti
- Réalisation : Paolo Virzì
- Scénario : Francesco Bruni, Paolo Virzì, d'après le roman de Michela Murgia
- Photographie : Nicola Pecorini
- Montage : Esmeralda Calabria
- Musique : Franco Piersanti
- Costumes : Francesca Sartori (it)
- Producteur : Paolo Virzì
- Sociétés de production : Medusa Film, Motorino Amaranto
- Pays d'origine :  Italie
- Langue : Italien
- Format : Couleur
- Genre : Comédie
- Durée : 117 minutes (1 h 57)
- Dates de sortie :
  -  Italie : 28 mars 2008

## Distribution
- Isabella Ragonese : Marta
- Micaela Ramazzotti : Sonia
- Massimo Ghini : Claudio
- Sabrina Ferilli : Daniela
- Valerio Mastandrea : Giorgio Conforti
- Elio Germano : Lucio
- Tatiana Farnese : Madame Franca
- Giulia Salerno (it) : Lara
- Edoardo Gabbriellini : Roberto
- Valentina Carnelutti (it) : Maria Chiara
- Caterina Guzzanti : Fabiana
- Elena Arvigo (it) : l'épouse de Giorgio Conforti
- Paola Tiziana Cruciani : La mère de Sonia
- Mary Cipolla : La mère de Marta
- Raffaele Vannoli (it) : La secrétaire de Claudio
- Pierpaolo Benigni (it) : Matteo
- Teresa Saponangelo : L'actrice comique - La téléphoniste

## Récompenses et distinctions
- 2008 : Ruban d'argent du meilleur réalisateur pour Paolo Virzì
- 2008 : Ruban d'argent de la meilleure actrice dans un second rôle pour Sabrina Ferilli